# Casa Museo de Leopold y Mstislav Rostropovich

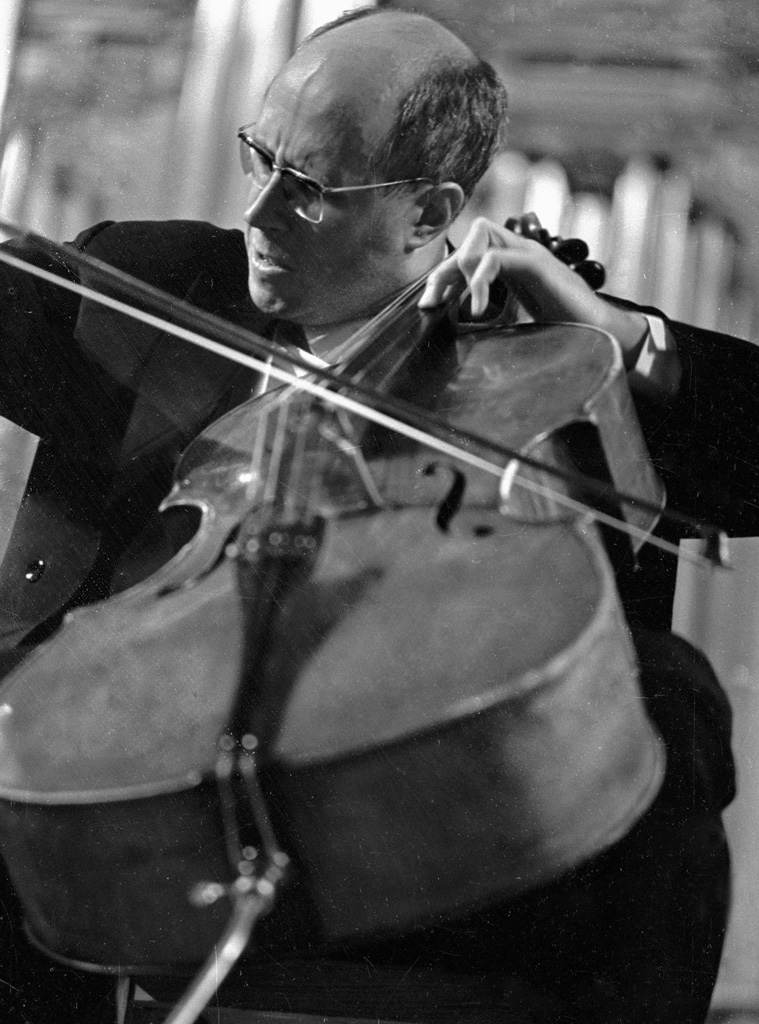
Mstislav Rostropovich

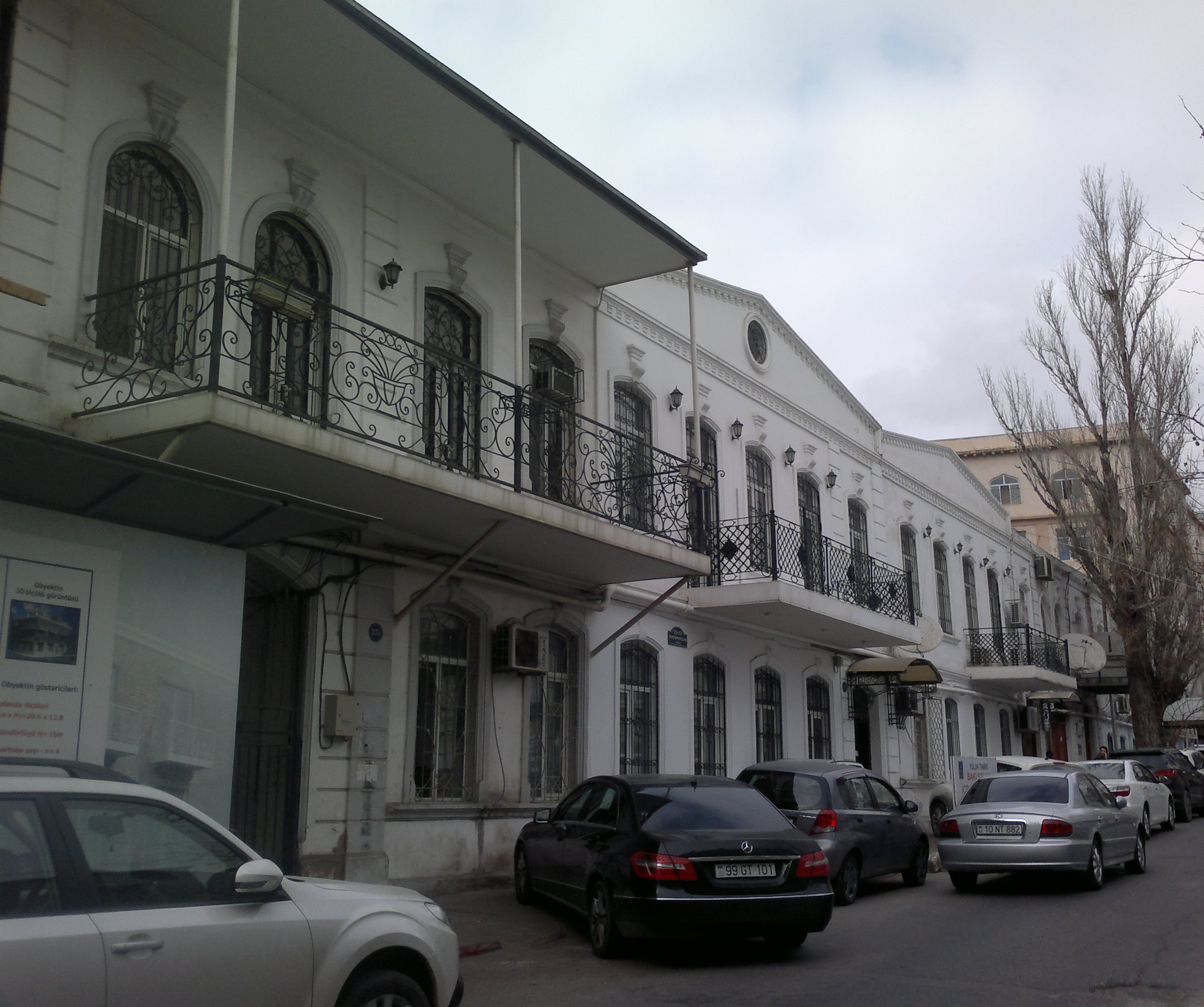
Casa en Bakú, donde Rostropovich nació

La casa museo de Leopold y Mstislav fue creada en 1998, donde esta familia vivía en Bakú en los años de 1925-1931. Leopold Rostropovich fue invitado a Bakú de Orenburg en el año de 1925 por el compositor azerbaiyano Uzeyir Hajibeyov. Leopold Rosrtopovich aceptó la invitación y toda la familia movieron a Bakú donde él y su mujer empezaron enseñar en la Academia de Música de Bakú.
El 27 de marzo de 1927 el chelista, pianista y dirección de orquesta Mstislav Rostropovich nació en esta casa. La calle donde el museo está ahora localizado lleva el nombre de Leopold Rostropovich. El museo se abrió a los visitantes en 2002.
Mstislav Rostropovich había participado en la ceremonia de apertura del museo con su mujer Galina Vishnevskaya y muchos huéspedes.

## Estructura
Actualmente, la colección principal de la casa museo contiene más de 5000 exposiciones. Entre las exposiciones existen muchos elementos que pertenecidos a la familia. En la casa hay alfombra y mobiliario del final del siglo XIX al principio del siglo XX . La exposición también contiene fotografías, letras, autógrafos, frac de concierto, la batuta del director, registros de gramófono, premios y otros artefactos.
El museo consta de cuatro habitaciones y un corredor. El corredor y la primera habitación tienen un carácter conmemorativo. Todas las habitaciones del museo están dedicadas a la creatividad de M.Rostropovich y períodos concretos de su vida.

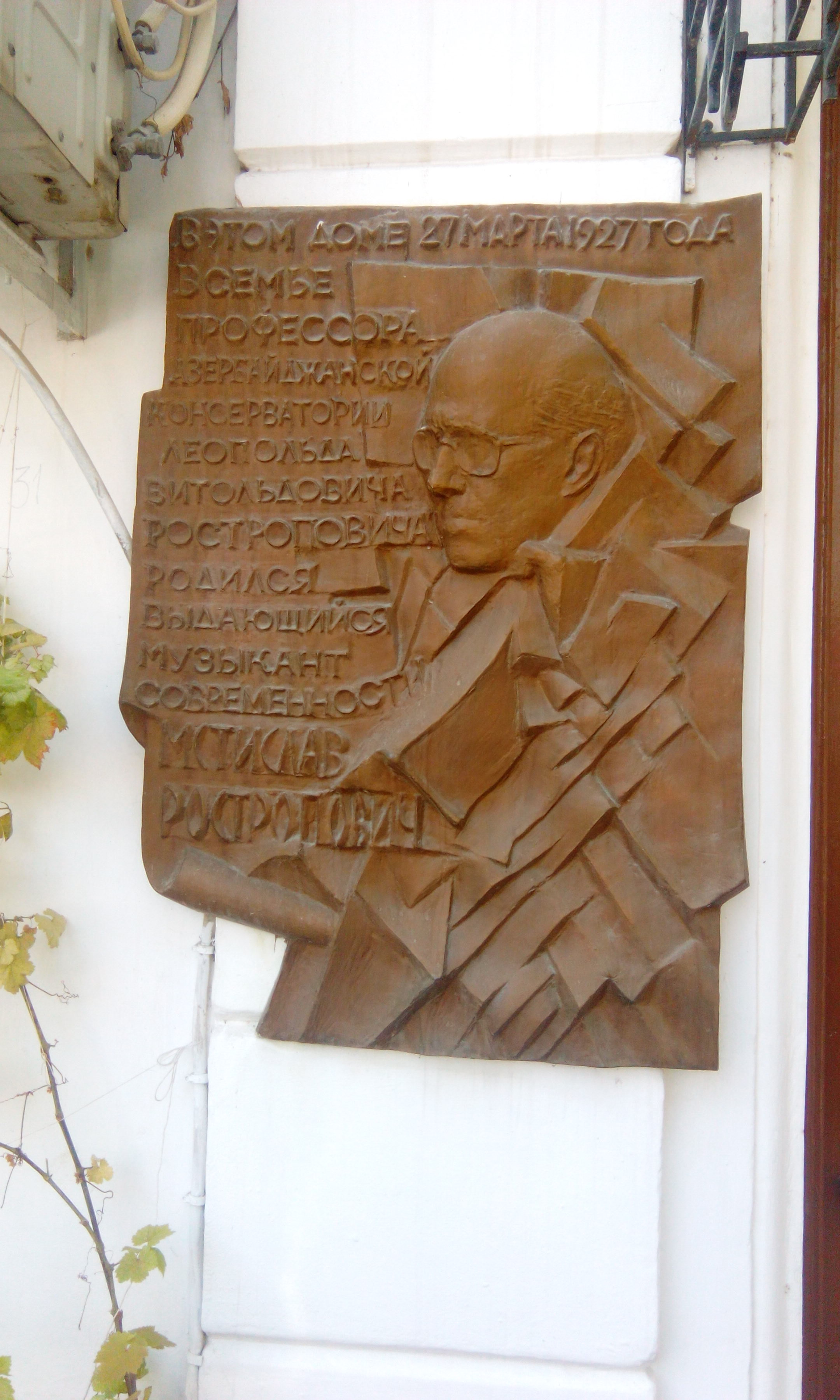
La placa encima de la casa donde Azerbaiyano y ruso cellist y director Mstislav Rostropovich vivió en Bakú
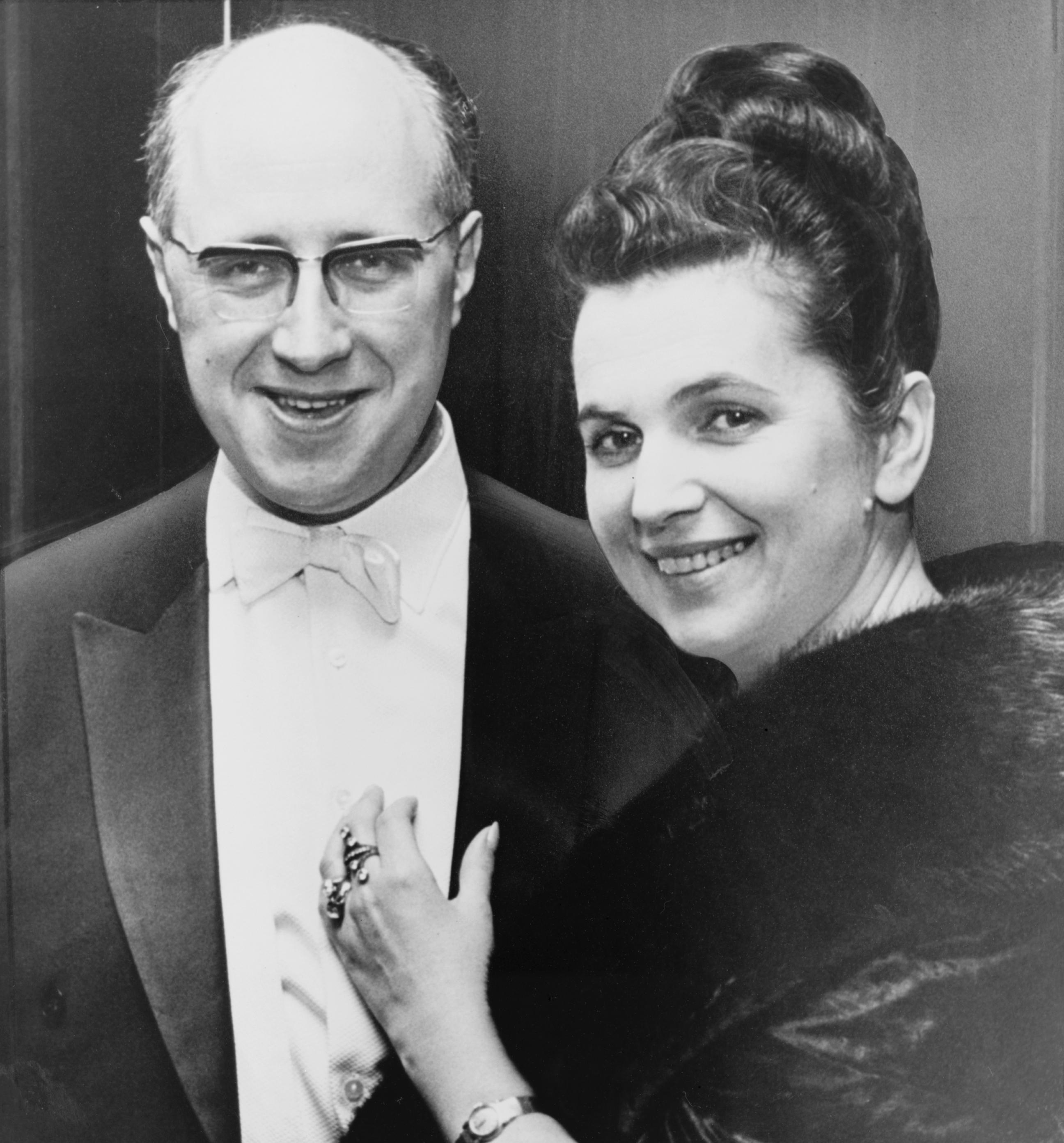
Mstislav Rostropovich con su mujer Galina Vishnevskaya en 1965